# نیو هانوفر، نیوجرسی
نیو هانوفر (به انگلیسی: New Hanover Township) شهری در ایالت نیوجرسی کشور ایالات متحده آمریکا است که جمعیت آن در سرشماری سال ۲۰۱۰ میلادی، ۷٬۳۸۵ نفر بوده‌است.